# 大和高原
大和高原（やまとこうげん）は、奈良県東北部の高原地帯を総称する名称。笠置山地および宇陀山地、室生山地に属す奈良県内の高原地帯を指す。侵食によってなだらかな準平原となった地形が隆起し、隆起準平原となったものである。「奈良高原」ともいう。

## 概要
自治体別の領域としては、奈良市、天理市、桜井市の東部と、山辺郡山添村および宇陀市、宇陀郡（曽爾村、御杖村）全域の高原地帯。
標高は北部（笠置山地）で200～500メートル、南西部（宇陀山地）は300～500メートルで比較的、高低差の少ない丘陵地帯が続くが、南東部（室生山地）は400～1000メートルと起伏が険しい。また西に面する奈良盆地が100メートル以下、東に面する上野盆地200メートル前後と、大和高原への高低差がかなりある。
東西に名阪国道が通っており、交通の便がよい。そのため、内陸型の工場が多く立地している。

## 観光地
月ヶ瀬梅林（奈良市月ヶ瀬）は、奈良県の三大梅林（賀名生梅林、広橋梅林）の一つにあげられ、1万本以上の梅が咲き薫る。また神野山周辺ではツツジの名所として知られている。これらの地域は県立月ヶ瀬神野山自然公園に指定され、シーズン中には多くの観光客、ハイキング客が訪れる。
この他に柳生花しょうぶ園（奈良市柳生町、剣豪柳生氏の里として有名）や、南部には室生寺（宇陀市）、うだ・アニマルパーク（宇陀市）、曽爾高原（曽爾村）、みつえ高原牧場（御杖村）などがある。

## 生産物

### 特産品
- 茶（大和茶） - 茶の栽培は古くから行われている。その発祥は空海（弘法大師）が、唐より持ち帰った茶を栽培したとされ、仏隆寺（宇陀市）には大和茶発祥伝承の碑と空海が唐から持ち帰ったと伝えられる茶臼がある。大和高原全域の他、周辺の町村でも栽培される。奈良県の荒茶生産量2,030tで全国第7位（平成21年）[3]。
- 蕎麦（笠そば） - 桜井市笠地区の土地改良区で栽培されたソバ。同地では、ソバ栽培に適した条件が整っていたため平成4年頃から栽培が始まり、現在では特産品となっている。
- 吉野葛 - 葛粉の生産は古くから行われ、吉野晒しと呼ばれる伝統製法で精錬され良質な葛粉が生産される。主に宇陀市大宇陀地域。

### その他
- 伝統野菜の大和野菜など、高原野菜も栽培されている。